# 棕胸竹鸡
棕胸竹鸡（学名：Bambusicola fytchii）为雉科竹鸡属的鸟类，俗名缅甸竹鸡、棕眉竹鸡、缅甸竹鹧鸪。分布于越南、缅甸、印度以及中国大陆的四川、云南等地，一般栖息于山坡灌丛、草丛、竹林以及麦田。该物种的模式产地在云南潞西。

## 亚种
- 棕胸竹鸡指名亚种（学名：Bambusicola fytchii fytchii）。分布于中国大陆的四川、云南等地。该物种的模式产地在云南潞西。[2]